# ワールド・オブ・カラー
ワールド・オブ・カラー (World of Color) は、ディズニー・カリフォルニア・アドベンチャーのパラダイス・ピアにて2010年6月11日から開催されている夜のレギュラーエンターテイメントショーである。

## 概要
2007年から始まったディズニー・カリフォルニア・アドベンチャーの拡張計画の一つとして、パラダイス・ピアで新しいナイトエンターテインメントが始まることが2007年の秋に発表された。工事は2008年から始まり、その工事は極めて大規模なものとなった。そしてテストは2010年1月から始まり、同年6月5日にプレビュー公演。そして6月11日に正式にスタートした。
このショーには1200個近い数の噴水が使われており、その噴水はおよそ61メートルの高さまで水を吹き上げることができる。また噴水以外にも、霧を使ったおよそ120メートルの長さのスクリーンや、パラダイス・ピア内のアトラクションであるカリフォルニア・スクリーミンとミッキーのファンホイールのLEDライトもショーに使用されている。なお、このショーの建設費はおよそ7500万ドルである。

## ワールド・オブ・カラー：ウィンター・ドリームス
2013年11月15日から、2014年1月6日までの期間限定でワールド・オブ・カラー：ウィンター・ドリームスが公演された。冬をテーマとしており、ディズニー映画のアナと雪の女王の劇中歌などが使われた。

## ワールド・オブ・カラー セレブレート！ワンダフル・ワールド・オブ・ウォルト・ディズニー
ディズニーランド・リゾート60周年を記念して2015年5月22日から、ワールド・オブ・カラー セレブレート！ワンダフル・ワールド・オブ・ウォルト・ディズニーが公演されている。ホストはミッキーマウスとニール・パトリック・ハリスで、ウォルト・ディズニーの半生を振り返るという内容となっている。
なお、ディズニーランド・リゾート60周年イベントの終了に伴って2016年9月5日をもって終了し、翌日からは60周年イベント以前のものが公演されている。

## チケットシステム
ワールド・オブ・カラーはディズニー・ファストパスに対応しており、グリズリー・リバー・ラン付近の発券所において、ファストパスを発券することが出来る。さらに食事と一緒にショーの鑑賞券を受け取ることが出来るダイニング・パッケージもあり、カーセイ・サークル・シアター、アリエルのグロット、ワイン・カントリー・タラットリアで使うことが出来る。